# Win (rapper)
Đây là một tên người Triều Tiên, họ là Bang.
Bang Jun-hyuk (Còn được viết là Bang Jun-hyeok, Hangul: 방준혁; sinh ngày 19 tháng 12 năm 2004), thường được biết đến với nghệ danh Win (윈), là một ca sĩ, rapper của nhóm nhạc nam MCND - quản lý bởi TOP Media. Năm 2018, anh từng tham gia chương trình Under Nineteen do đài MBK tổ chức.

## Tiểu sử
Bang Jun-hyuk sinh ngày 19 tháng 12 năm 2004 tại Hàn Quốc và hiện đang học tại Trường Trung học Nghệ thuật Hanlim.
Ước mơ thuở bé của Win là được trở thành một võ sĩ quyền anh (Boxer) vì anh ấy đã xem qua một lần và cảm thấy nó rất ngầu.
Khi còn đang học cấp 2, Win trở thành thực tập sinh của TOP Media.

## Sự nghiệp

### 2019
Ngày 25 tháng 10 năm 2018, Win được ra mắt trước công chúng lần đầu thông qua chương trình Under Nineteen (chương trình sống còn dành cho các thực tập sinh có độ tuổi dưới 19) với tên thật của mình là Bang Jun-hyuk. Win cùng với các thành viên khác đã trình diễn ba ca khúc là FRIENDS(좋은사람) - RAP team, H. E. R – Block B và Growl - EXO. Trong đó, MV FRIENDS(좋은사람) được phát hành trên Youtube của 1theK vào ngày 25 tháng 11 năm 2018. Nhưng Win đã rời trước khi chương trình kết thúc do các vấn đề về sức khỏe.
| Vòng loại          | Tên bài hát       | Team/Members                                                                                          | Số Vote | Tập   |
| ------------------ | ----------------- | --- | ------- | ----- |
| Theme Song Mission | FRIENDS(좋은사람) | RAP team                                                                                              | 185     | 3-5   |
| Position Mission   | H. E. R           | RAP team (Bang Jun-hyuk, Kim Sung-ho, Park Sung-won, Jang Rui, Jung Hyun-jun, Choi Soo-min(leader)    | 236     | 6-8   |
| Shuffle Mission    | Growl             | Song Jae-won(leader), Jung Jin-sung, Bang Jun-hyuk, Kim Jung-woo, Park Si-young, Suren, Park Sung-won | 454     | 10–11 |

Thứ hạng trong Under Nineteen
| Tập      | 1 & 2 | Studio Audience & Online | Studio Audience & Online | Studio Audience & Online | Studio Audience & Online | Studio Audience & Online | Studio Audience & Online | Studio Audience & Online |
| Tập      | 1 & 2 | 3                        | 4                        | 6                        | 6                        | 7                        | 9                        | 9                        |
| -------- | ----- | ------------------------ | ------------------------ | ------------------------ | ------------------------ | ------------------------ | ------------------------ | ------------------------ |
| Thứ hạng | 9     | 1                        | 1                        | 2                        | 172,678                  | 3                        | 5                        | 265,657                  |

Cuối năm 2018 sau khi Win đã rời khỏi chương trình, dự án "TOP Bro Jr." của TOP Media được công bố và đến tháng 4 năm 2019, công ty xác nhận 5 thành viên giấu mặt sẽ được ra mắt. Vào tháng 12 năm 2019, Win đã được chọn để trở thành thành viên chính thức của MCND.

### 2020 – hiện tại
Win đã có khoảng thời gian đào tạo là khoảng hai năm rưỡi trước khi ra mắt. Ngày 2 tháng 1 năm 2020, Win đã xuất hiện với tư cách là thành viên của MCND lần đầu tiên trên M Countdown tập 647 của Mnet với ca khúc TOP GANG từ mini album đầu tay into the ICE AGE.
Trước đó, vào ngày 13 tháng 12 năm 2019, tên của Win đã xuất hiện trên Hiệp hội Bản quyền Âm nhạc Hàn Quốc (KOMCA) với tư cách là một người viết lời cho ca khúc TOP GANG cùng hai thành viên khác là Castle J, BIC. Cho đến hiện tại Win đã tham gia viết lời thêm hai bài hát Beautiful và Galaxy trong mini album EARTH AGE.
Đến ngày 27 tháng 2 năm 2020, Win cùng các thành viên mới chính thức ra mắt tại showcase được phát trực tuyến trên nền tảng Vlive và M Countdown tập 654 của Mnet với ca khúc chủ đề ICE AGE thuộc mini album trên.

## Tên gọi
"Win is a Win."
Có thể hiểu Win là chiến thắng và chiến thắng chỉ đơn giản là chiến thắng thôi.
Ngoài ra, Win còn có các biệt danh khác như: Bé con, Cậu nhóc tinh quái và Cún con.

## Danh sách đĩa nhạc

### Sáng tác
Số đăng ký của Hiệp hội Bản quyền Âm nhạc Hàn Quốc (KOMCA): Win (10024701) với 3 bài hát.
| Năm  | Album            | Nghệ sĩ | Tên bài hát | Phần     | Bản quyền |
| ---- | ---------------- | ------- | ----------- | -------- | --------- |
| 2019 | into the ICE AGE | MCND    | TOP GANG    | Viết lời | Yes       |
| 2020 | EARTH AGE        | MCND    | Beautiful   | Viết lời | Yes       |
| 2020 | EARTH AGE        | MCND    | Galaxy      | Viết lời | Yes       |

## Các hoạt động khác

### Chương trình trực tuyến
Cùng với các thành viên MCND
| Năm  | Tên                     | Phần | Kênh            | Ghi chú |
| ---- | ----------------------- | ---- | --------------- | ------- |
| 2020 | [GEMCNDㅣHello, Summer] | —    | Youtube         | Cả nhóm |
| 2020 | MCND's Crazy School     | 1    | 1theK Originals | Cả nhóm |
| 2020 | MCND's Crazy School     | 2    | 1theK Originals | Cả nhóm |
| 2020 | MCND's Crazy School     | 3    | 1theK Originals | Cả nhóm |